# Björsund
Björsund is een plaats in de gemeente Strängnäs in het landschap Södermanland en de provincie Södermanlands län in Zweden. De plaats heeft 76 inwoners (2005) en een oppervlakte van 20 hectare. De plaats ligt op een schiereiland en grenst aan het Björsundet, een baai van het Mälarmeer. Voor de rest bestaat de directe omgeving uit zowel landbouwgrond als bos.